# Geografia da Groenlândia

Espessura da camada de gelo na Gronelândia

Mapa da Groenlândia

Os municípios da Groenlândia

A Gronelândia (em dinamarquês:  Grønland; em groenlandês/gronelandês:  Kalaallit Nunaat) é uma região autónoma da  Dinamarca, ocupando a ilha do mesmo nome e ilhas adjacentes, ao largo da costa nordeste da América do Norte, na região ártica e perto do Pólo Norte. Juntamente com as Ilhas Faroé e a própria Dinamarca, forma a Comunidade do Reino da Dinamarca (Rigsfællesskabet). Embora pertencendo geograficamente à América do Norte, está ligada politicamente à Europa.
A gigantesca ilha da Groenlândia é banhada por dois grandes oceanos: o Oceano Glacial Árctico e o Oceano Atlântico, assim como por vários mares pertencentes a estes oceanos: o Mar da Gronelândia, o Mar do Labrador, o Mar da Noruega e a Baía de Baffin.

A terra mais próxima é a ilha Ellesmere, a mais setentrional das ilhas do Arquipélago Árctico Canadiano, da qual está separada pelo Estreito de Nares. Outros territórios próximos são: no mesmo arquipélago do Canadá, a oeste, a Ilha de Devon e a Ilha de Baffin; a sueste, a Islândia; a leste, a ilha de Jan Mayen, e a nordeste o arquipélago de Spitzbergen, ambos possessões da Noruega.
A Gronelândia é a maior ilha do mundo, com uma superfície de 2 180 000 km² e uma linha costeira com mais de 44 000 km. Tem um comprimento máximo de 2 670 km e uma largura média de 1 060 km.
81% da Groenlândia está permanentemente coberta por gelo, sendo assim a segunda maior reserva de gelo do mundo, apenas ultrapassada pela Antárctica.
A população é de aproximadamente 55 847 habitantes, dos quais 89% são Inuítes e 11% Dinamarqueses e de outras nacionalidades, habitando pequenas localidades ao longo da costa da ilha - com destaque para Nuuk, Sisimiut, Ilulissat, Maniitsoq, Aasiaat e Qaqortoq, todas localizadas na costa oeste.

## Geografia física

### Relevo
O território é geralmente acidentado, sendo a Serra de Gunnbjørns Fjeld (3 693 m) o ponto mais alto. A costa é maioritariamente rochosa e com falésias. O extremo norte da ilha é o Cabo Morris Jesup, descoberto pelo Almirante Robert Peary em 1909.

Uma camada de gelo de declive gradual cobre uns 81% da ilha. Chegando a atingir os 3 000 m, essa calota glaciar tem uma espessura média de 1 500 m. Uma faixa costeira equivalente a uns 16% do território não tem gelo permanente.

### Clima
A Groenlândia tem um clima polar, com grandes variações locais devido à extensão e carácter acidentado do terreno. Um ramo da Corrente do Golfo passa ao largo da costa oeste amenizando o clima e permitindo normalmente a ausência de gelo na região. A capital Nuuk tem temperaturas médias que oscilam entre – 5 °C e +7 °C.

### Vegetação
A vegetação é em geral esparsa, sob a forma de tundra e taiga. Existe uma pequena zona de floresta no município de Nanortalik no extremo sul, perto do Cabo Farvel.

### Fauna
Na terra firme abunda a lebre, o arminho, a raposa polar, o lobo polar, a rena, o boi-almiscarado e o urso polar. Nas áreas costeiras existem focas, baleias e ”baleias com dentes”. O cão da Grenlândia é típico da ilha.

Entre as aves há a destacar a Escrevedeira-das-neves, o corvo, a águia-rabalva e a coruja-das-neves.
No mar há muito bacalhau e camarão.

### Recursos naturais
Os principais recursos naturais tradicionais são o bacalhau e o camarão - base da pesca, assim como as focas e as baleias - base da caça.

Recursos minerais abundam, como o zinco, chumbo, minério de ferro, carvão, molibdénio, ouro, platina e urânio. O processo de aquecimento global em curso provoca um derretimento sucessivo da calota de gelo cobrindo a Groenlândia. Isso implica um deslocamento para Norte do camarão, e a descoberta e possibilidade de exploração de minérios e pedras preciosas.

## Geografia humana

### População
A Groenlândia tem uma população de cerca de 56 000 habitantes, dos quais 89% são Inuítes e 11% Dinamarqueses e de outros grupos. ¼ desses habitante vivem na capital Nuuk. A maioria dos Groenlandeses vive em localidades na costa oeste.

### Cidades
A capital da Groenlândia é Nuuk/Godthåb, uma pequena cidade do sul da costa oeste, com 19 903 habitantes (2025). A segunda cidade é Sisimiut e a terceira Ilulissat. Ao todo existem umas 15 localidades com mais de 500 habitantes. 

- Nuuk
- Sisimiut
- Ilulissat
- Maniitsoq
- Aasiaat
- Qaqortoq

### Municípios
A Groenlândia está dividida em 5 comunas (kommuner):
- Avannaata
- Kujalleq
- Qeqertalik
- Qeqqata
- Sermersooq

### Economia
A economia tradicional da Groenlândia está sobretudo baseada na pesca do bacalhau e do camarão, e na caça às focas e baleias.
A nova economia baseia-se na extracção dos recursos minerais (zinco, chumbo, minério de ferro, cobre, molibdénio, alumínio, urânio, carvão, ouro, platina).
O turismo tem certo potencial, mas ainda não desempenha um papel importante. O Fiorde de gelo de Ilulissat está classificado como Património Mundial da UNESCO.
O principal parceiro económico é a Dinamarca, seguida pela Noruega.

Imagens da Groenlândia
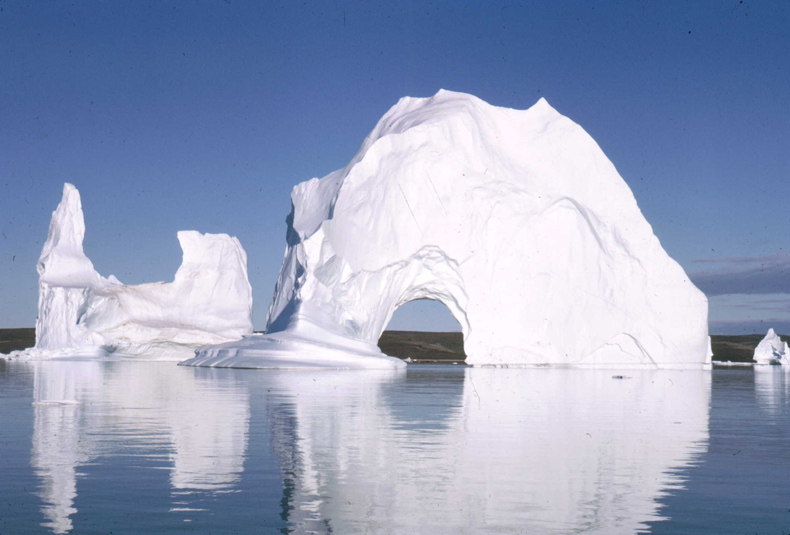
O fiorde de Scoresby Sund na costa leste
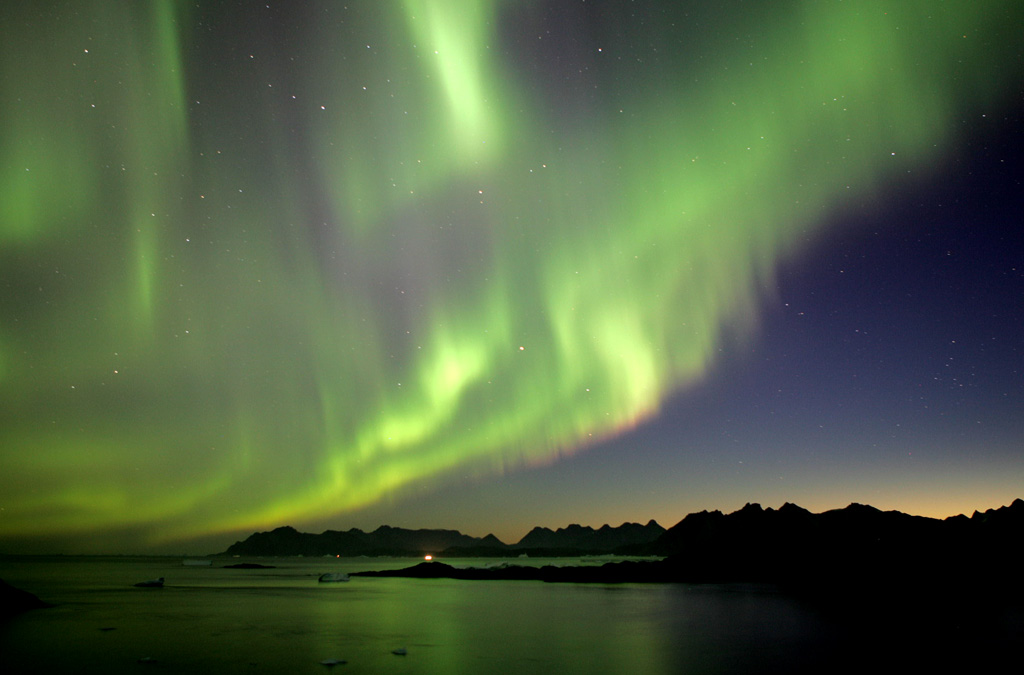
Aurora boreal na Groenlândia
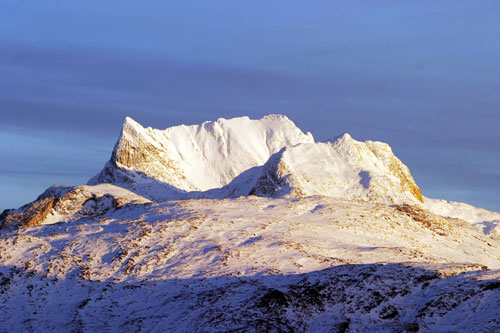
A montanha Sermitsiaq, perto de Nuuk
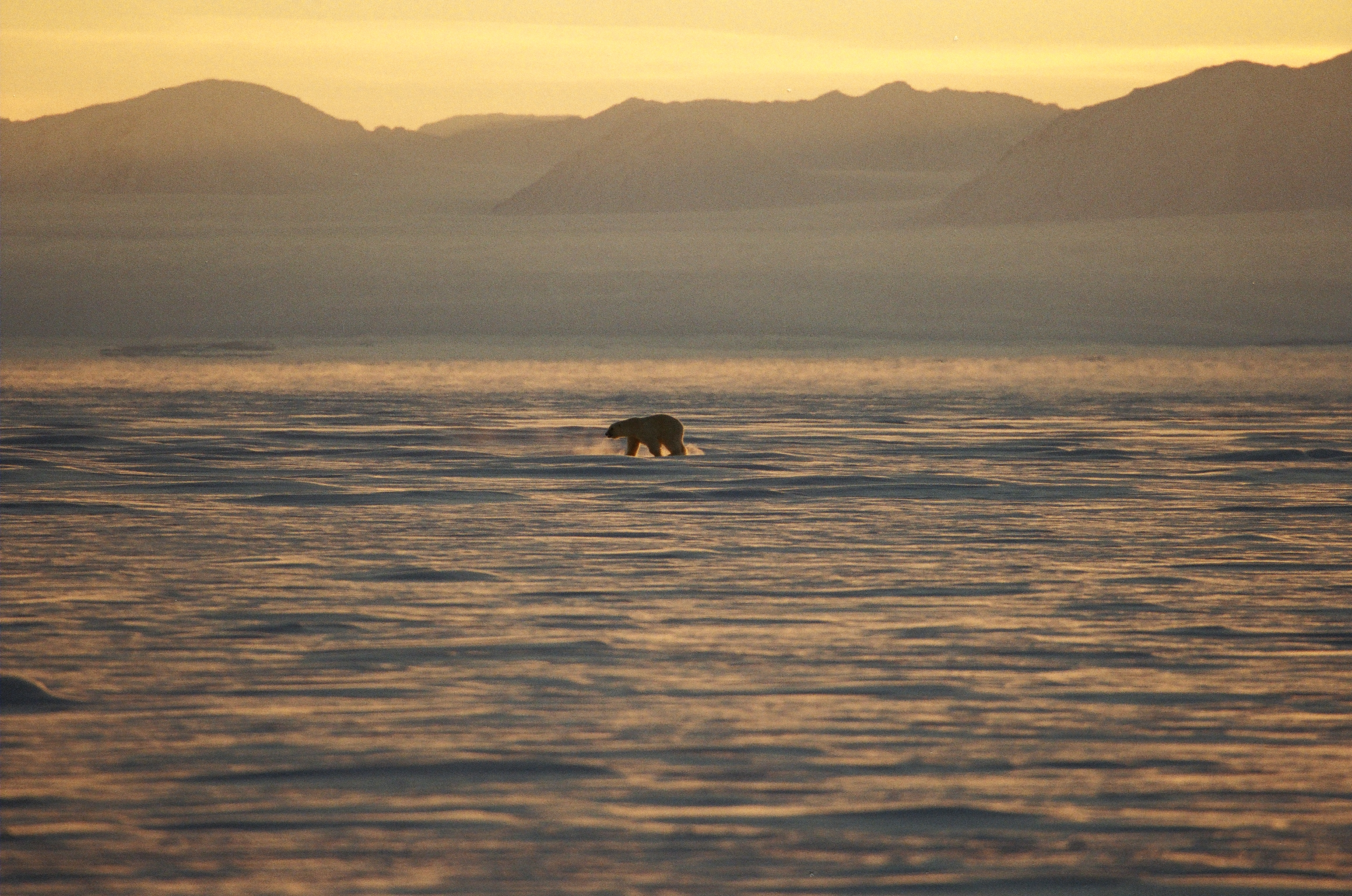
Um urso polar na costa leste
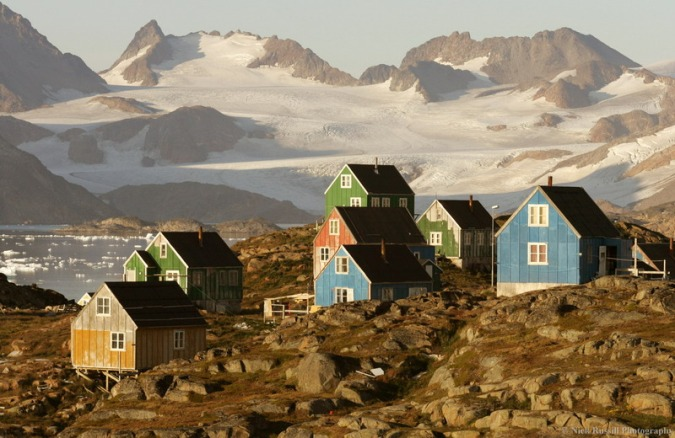
A pequena localidade de Kulusuk
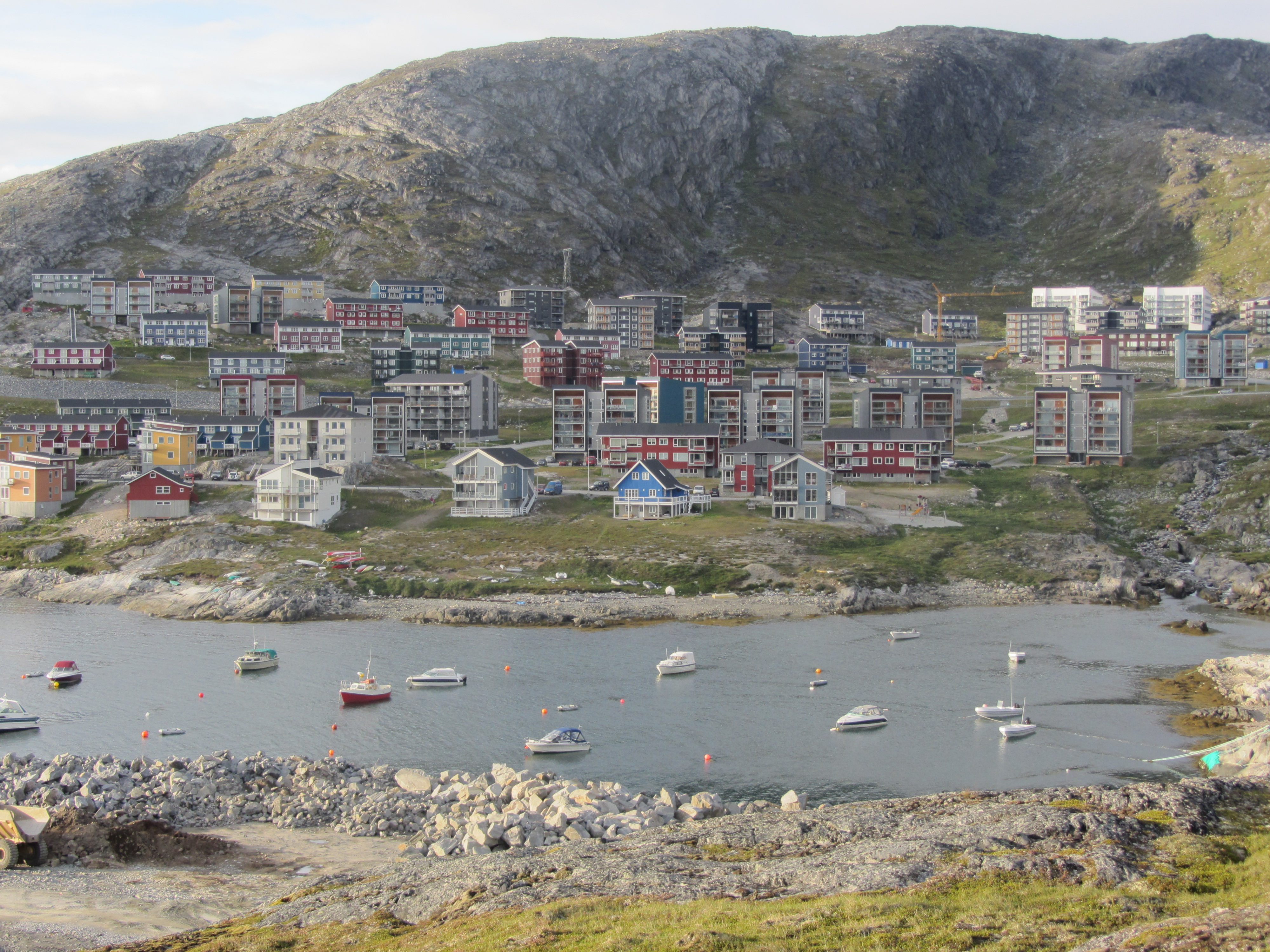
Urbanização moderna em Nuuk